# Hermannia engleri
Hermannia engleri là một loài thực vật có hoa trong họ Cẩm quỳ. Loài này được Schinz mô tả khoa học đầu tiên.